# Gaspar Ribadeneira
Gaspar Ribadeneira (aussi orthographié Rivadeneyra), né en 1611 à Tolède et mort en 1675 à Madrid, est un jésuite, philosophe et théologien espagnol.

## Biographie
Gaspar Ribadeneira étudie la théologie à Alcalá sous le vazquezien Juan Antonio Uson. À partir du milieu des années 40, il y enseigne lui-même la dogmatique, et rencontre des difficultés à s'imposer contre son collègue plus célèbre et plus âgé Sebastián Izquierdo. En 1667, il accède à l'une des deux catédras de prima et semble rencontrer beaucoup d'audience, au point qu'on mentionne qu'il enseigne à tous les jésuites de la Province. Il abandonne l'enseignement en 1671, et meurt en préparant pour l'édition sa métaphysique, qui restera à l'état de manuscrit, de même que sa logique, sa physique et une grande partie de sa théologie. On garde néanmoins de lui divers commentaires sur saint Thomas typiques du XVIIe siècle, parmi lesquels un Tractatus de praedestinatione sanctorum et reprobatione impiorum (Alcalá, 1652), Tractatus de scientia Dei (Alcalá, 1653), Tractatus de voluntate Dei (Alcalá, 1655) et Tractatus de actibus humanis in genere (Alcalá, 1655). Comme Francisco Suárez, Ribanadeira défend une doctrine de la prédestination ante praevisa merita, mais refuse de considérer à l'instar de Suárez les bonnes actions comme prédéfinies sur base d'une scientia media. Il lui oppose sur ce point le concept d'un decretum concomitans, concepte scotiste qui lui vaudra diverses critiques au sein de son ordre (controverses avec son ami jésuite Antonio Bernaldo de Quiros), mais en revanche le soutien du scotisme local d'Alcalá (Juan Sendin Calderón). D'une manière générale, il suit autant Scot que Thomas, et essaie de les concilier dans sa théorie des possibles. Par ailleurs, on peut supposer que son De voluntate Dei a bien popularisé la formule de la necessitas moralis Dei ad optimum, développée par la théologie sévillane et popularisée par la suite par Leibniz.

## Œuvres
- Tractatus de praedestinatione Sanctorum et reprobatione impiorum in primam partem sancti Thomae quaest. 22. 23. et 24, Compluti, 1652 ;
- Tractatus de scientia Dei in Primam Partem S. Thomae Quaestione 14, Compluti, in Typographia Maria Fernandez, 1653 ;
- Tractatus de voluntate Dei in primam partem S. Thom. quaest. 19 et 20 (Compluti, 1655) ;
- Tractatus de actibus humanis in genere in 1.2. D. Thomae a quaest. 6, Compluti, Tipografia Maria Fernandez, 1655.